# Persoonia manotricha
Persoonia manotricha är en tvåhjärtbladig växtart som beskrevs av A.S.Markey & R.Butcher. Persoonia manotricha ingår i släktet Persoonia och familjen Proteaceae. Inga underarter finns listade i Catalogue of Life.